# 향나무
향나무(학명: Juniperus chinensis 유니페루스 키넨시스[*])는 측백나무과에 속하는 나무이다. 몽골, 중국, 일본 등 북동아시아와 러시아의 남동부 원산이며, 미얀마에도 자생한다.

## 형태
늘푸른 바늘잎나무로 키는 15~25m에 이르고 온 몸에서 향이 나는 나무로, 오래 산다. 나무껍질은 회갈색 또는 흑갈색, 적갈색으로 오래 되면 세로로 얕게 갈라진다. 어린 나무는 원추형으로 자라며 줄기가 곧지만 나이가 들면서 주변의 조건에 맞게 비틀어지고 구부러진다.

### 잎
잎은 바늘잎과 비늘잎 두 가지가 달리는데, 어린 가지에는 만지면 따가운 바늘잎이 달리고 묵은 가지에는 만지면 부드러운 비늘잎이 달린다.

### 꽃
암수딴그루로 4월쯤 꽃이 피는데 수꽃은 가지 끝에 달리며 노란색으로 타원형이며, 암꽃은 가지 끝이나 잎겨드랑이에서 달리며 동그랗다. 지름 1.5mm로 작아서 잘 보이지 않아서 옛날에는 눈이 안좋은사람들은 못본다고 많이 놀렸다고한다.

### 구과
구과는 원형이거나 너비가 약간 넓고 지름이 7.5~12mm이다. 자흑색을 띠며, 실편이 서로 붙어있고 실편 끝 돌기가 흩어져 있다. 밑에 6개의 포린이 있고, 생긴 지 2년만에 성숙한다. 1~6개씩 씨앗이 들어있기도 하나 평균적으로 세 개씩 들어있다. 씨앗은 뚜렷하지 않은 2개의 능선이 있으며 밑부분은 연갈색이다. 구과가 클수록 많은 씨앗이 들어있다.

## 식재와 이용
정원이나 공원에서 흔히 심어 기른다. 곁뿌리가 많아서 메마른 땅에서도 잘 자라고, 공해에 강하며 옮겨 심어도 잘 자란다. 보통 씨앗을 심는데 가지를 끊어 심기도 한다. 가지를 끊어서 장마철에 심으면 뿌리를 잘 내려서 씨앗을 심은 것보다 훨씬 빨리 자란다. 배나무에 붉은별무늬병을 옮기므로 과수원 가까이에는 심지 않는다.
나무를 깎아 향으로 쓰고, 향기가 좋고 붉은색이 나며 윤이 나고 결이 좋아서 고급 가구재로 쓴다. 가지와 잎은 잘라 말렸다가 약으로 쓴다. 상처와 피부병에 잘 듣고, 뱃병이 났을 때 먹기도 한다.

## 사진

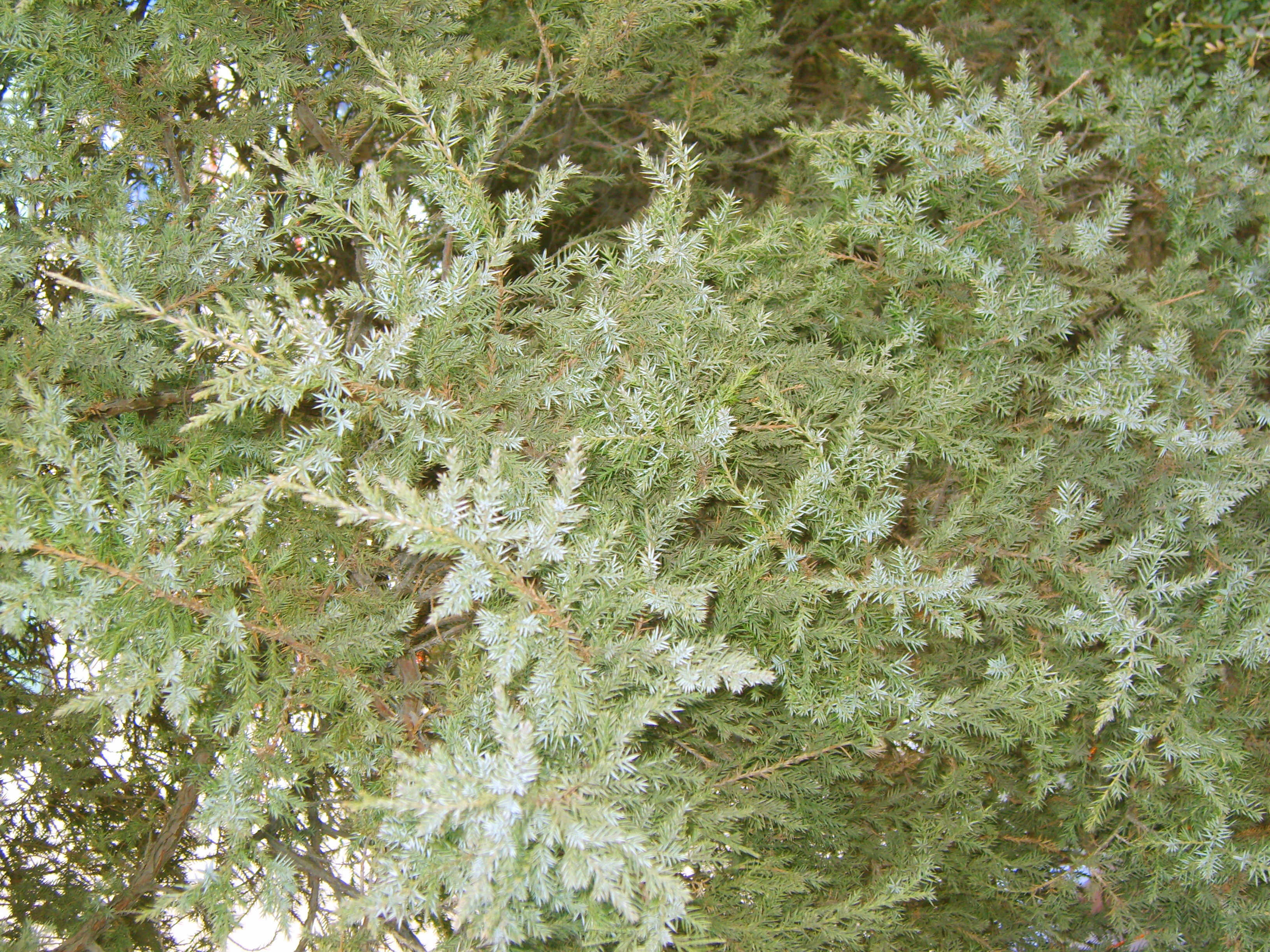
바늘잎
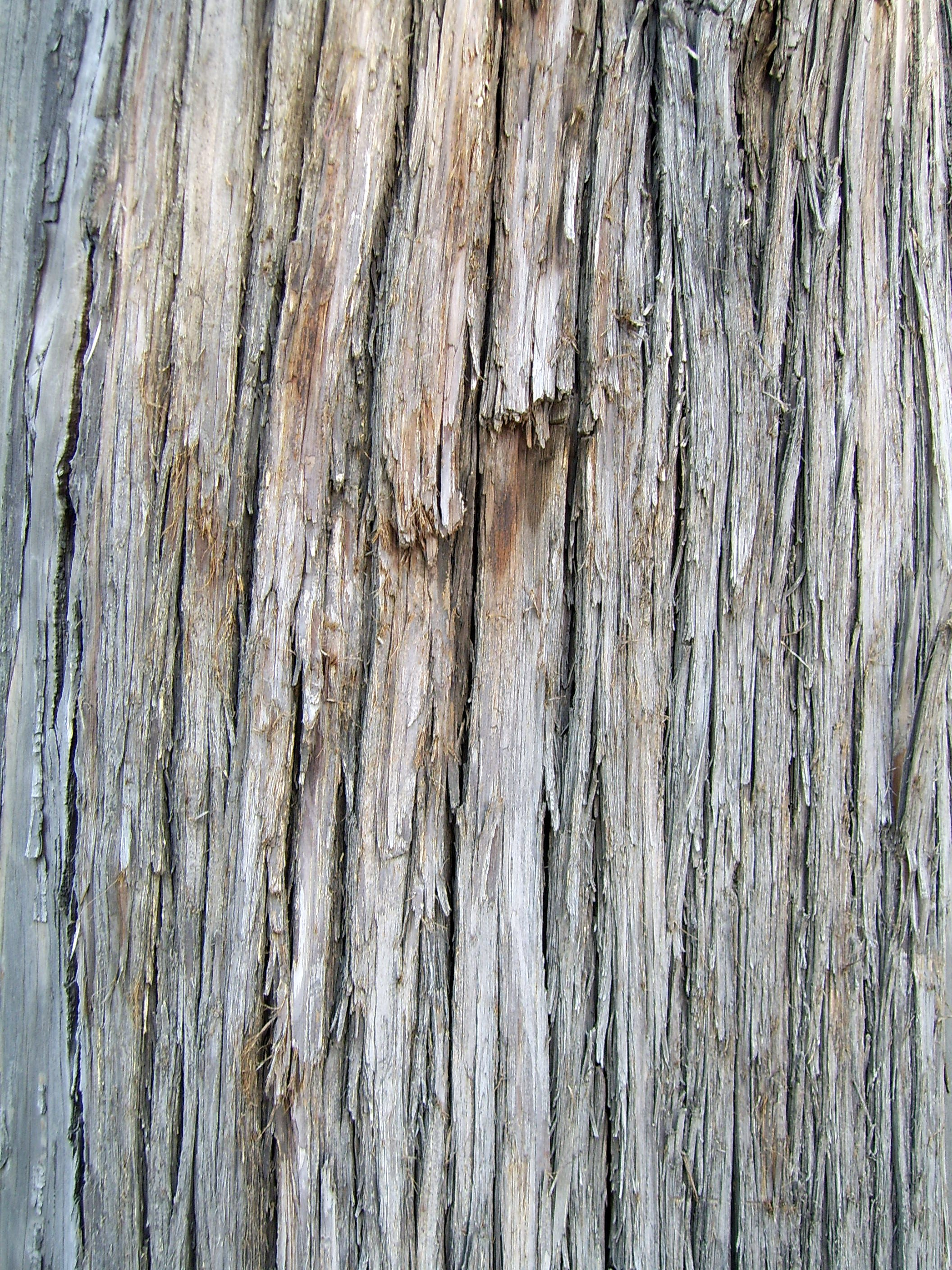
세로로 벗겨지는 나무껍질
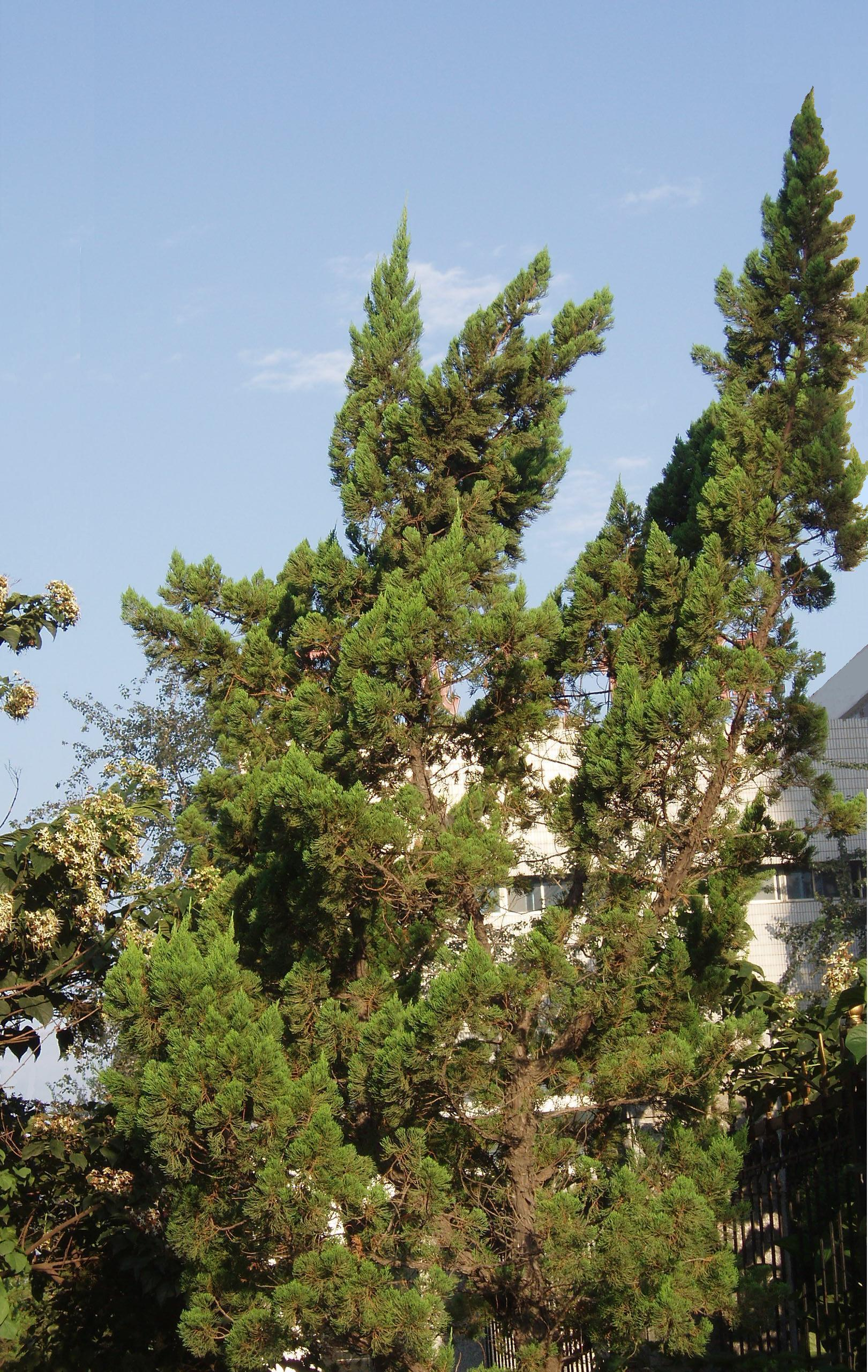
나사처럼 소용돌이치는 모양인 향나무의 변종 나사백 (J. chinensis var. kaizuka)

## 변종과 품종
- 나사백(가이즈카향나무) (J. chinensis var. kaizuka) : 바늘잎이 없고 어린 가지가 옆으로 꼬여서 나사가 소용돌이치는 것처럼 보인다. 일본 원산으로 전정이 잘 되어 인위적으로 가꾸기에 알맞아 대한민국에서 조경수로 향나무보다 더 많이 심고 있다.
- 뚝향나무 (J. chinensis var. horizontalis Nakai) : 뚝향나무는 향나무와 비슷하지만 똑바로 자라지 않고 줄기와 가지가 비스듬히 자라다가 전체가 수평으로 자란다.[3]
- 섬향나무 (J. chinensis var. procumbens (Siebold) Endl.) : 바닷가의 암석지대 또는 사질토에서 자란다.
- 눈향나무 (J. chinensis var. sargentii Henry) : 원대와 가지가 비스듬히 자라고 비늘잎과 침엽이 돋는다.
- 둥근향나무 (J. c. var. globosa Hornibr.) : 곧게 자라지 않고 밑에서 여러 개로 갈라져 원형이 되는 품종이다.[2]
- 은반향나무 (J. c. var. albo-variegata Reiss) : 잎의 일부가 은백색을 띤다.
- 금반향나무 (J. c. var. aureo-variegata Rehder) : 재배 품종으로 새로 나오는 잎이 노란색이고 일반적인 향나무에 비해 생장이 느리며, 키도 향나무에 미치지 못한다.

## 같이 보기

### 천연기념물
대한민국에서는 다음과 같이 천연기념물로 보호하고 있다.
- 서울 동대문구 선농단 향나무 (제240호)
- 서울 종로구 창덕궁 향나무 (제194호)
- 경기도 남양주시 양지리 향나무 (제232호)
- 충남 연기군 봉산동 향나무 (제321호)
- 충북 천안시 양령리 향나무
- 경북 울릉군 대풍감 향나무 자생지 (제49호)
- 경북 울릉군 통구미 향나무 자생지 (제48호)
- 경북 울진군 후정리 향나무
- 경북 울진군 화성리 향나무 (제312호)
- 경북 청송군 장전리 향나무

### 시도 지정 기념물
- 경기 안산시 팔곡리 향나무

### 최고령 향나무
또한, 울릉도 도동항 주변 해안 절벽에는 세계 최고령 향나무로 추정되는 수령 2500년의 향나무 한 그루가 있다.

## 참고자료
- 《우리가 정말 알아야 할 우리 나무 백 가지》(현암사, 1995) ISBN 89-323-0830-6
- 《조경수목 핸드북》(광일문화사, 2000) ISBN 89-85243-25-X
- 《나무 쉽게 찾기》(진선출판사, 2004) ISBN 978-89-7221-414-4
- 《나무도감》(도서출판 보리, 2001) ISBN 89-8428-060-7